# 杉本和行
杉本 和行（すぎもと かずゆき、1950年（昭和25年）9月13日 - ）は、日本の財務官僚、弁護士。内閣総理大臣事務担当秘書官、財務省大臣官房総括審議官、大臣官房長、主計局長、財務事務次官、みずほ総合研究所理事長を経て、2013年3月から2020年9月まで公正取引委員会委員長を務めた。

## 人物
兵庫県姫路市出身。東大紛争が激しさを増し、入試が取り止めになったため、京都大学に入学する。しかし、入学式の時からバリケードができており、1年間授業が開講されなかったため、再受験し、東京大学文科一類に入学し直す。東京大学法学部第1類（私法コース）卒業。東大在学中に司法試験と国家公務員上級甲種試験に合格。進路で多少の迷いがあったものの、「官界、とりわけ大蔵省（当時）は国内関係から国際関係まで幅広い分野の仕事ができる」と感じ、1974年4月 大蔵省（現・財務省）に入省する。大臣官房文書課配属。森喜朗内閣総理大臣事務担当秘書官、主計局次長（末席）、主計局次長（次席）、主計局次長（筆頭）、大臣官房総括審議官、大臣官房長を経て、2007年7月10日に主計局長、2008年7月4日より財務事務次官となる。2009年7月14日に退官し、その後は東京大学公共政策大学院教授、弁護士、みずほ総合研究所理事長、伊藤忠商事株式会社社外取締役などに着任。企業の役員のほか、研究や法律の分野を中心に活動。2013年3月5日に公正取引委員会委員長となり、2020年9月12日まで約7年半務めた。
ケンブリッジ大学に留学時、隣のカレッジに留学中の北尾吉孝（現SBIホールディングス社長、当時野村證券）と議論を戦わした。津田廣喜前次官に「心臓に毛の生えたずうずうしさ」と評された。
2021年4月の春の叙勲で瑞宝大綬章受章。

## 略歴

### 学歴
- 1969年3月 - 兵庫県立姫路西高等学校卒業。
- 1969年4月 - 東大紛争の激化に伴う東大の入試中止の煽りを受け、京都大学に入学するも翌年、東京大学文科一類に入学し直す。
- 1974年3月 - 東京大学法学部第1類（私法コース）卒業[3]。

### 職歴
- 1974年4月 - 大蔵省（現・財務省）に入省。大臣官房文書課配属[4]。
- 1976年4月 - 留学（ケンブリッジ大学）
- 1978年7月 - 主計局調査課統計分析係長[7]
- 1979年7月 - 主計局調査課調査第三係長[8]
- 1980年7月10日 - 米子税務署長
- 1981年5月 - 国際金融局国際機構課課長補佐（国際機関・経済統合）[9]
- 1983年6月23日 - 主計局総務課課長補佐（企画）[10][11]
- 1984年6月 - 主計局主計官補佐（農林水産第三係主査）
- 1986年6月 - 主計局主計官補佐（農林水産第一係主査）
- 1988年5月 - 欧州共同体日本政府代表部一等書記官
- 1991年6月18日 - 大臣官房企画官兼銀行局中小金融課
- 1992年7月7日 - 総務庁行政管理局管理官（定員総括、特殊法人総括、外務担当）[12]
- 1994年7月8日 - 主計局主計官（農林水産担当）
- 1996年7月12日 - 主計局主計官（主計局総務課）
- 1997年7月15日 - 主計局法規課長
- 1998年7月1日 - 大臣官房調査企画課長
- 2000年4月1日 - 大臣官房総合政策課長
- 2000年4月5日 - 内閣総理大臣事務担当秘書官（森喜朗総理大臣）
- 2001年4月26日 - 主計局次長（末席）（社会保障、文教などを担当）[13][14]
- 2002年8月8日 - 主計局次長（次席）
- 2003年7月11日 - 主計局次長（筆頭）（社会保障、防衛などを担当）[15][16][17][18]
- 2005年7月13日 - 大臣官房総括審議官
- 2006年7月28日 - 財務省大臣官房長
- 2007年7月10日 - 主計局長
- 2008年7月4日 - 財務事務次官
- 2009年7月14日 - 退官、財務省顧問
- 2010年1月 - 東京大学公共政策大学院教授（〜2011年3月）
- 2010年5月 - みずほ総合研究所顧問（〜2011年3月）
- 2011年3月 - 弁護士登録
- 2011年4月 - みずほ総合研究所理事長（〜2013年3月[19]）
- 2011年4月 - TMI総合法律事務所客員弁護士
- 2011年6月 - 伊藤忠商事株式会社社外取締役（〜2013年3月[20]）
- 2013年3月5日 - 公正取引委員会委員長[21]
- 2018年3月5日 - 公正取引委員会委員長再任[22]
- 2020年9月12日 - 公正取引委員会委員長退任
- 2020年9月20日 - 格付投資情報センター顧問[23]
- 2020年10月 - TMI総合法律事務所顧問弁護士[24]

## 同期入省者
| 氏名       | 出身大学     | 配属先             | 職歴 |
| ---------- | ------------ | ------------------ | --- |
| 石井道遠   | 東大法卒     | 大臣官房調査企画課 | 東日本銀行頭取 国税庁長官、財務総合政策研究所長、主税局長、国税庁次長、大臣官房総括審議官                   |
| 内村広志   | 東大経済卒   | 主計局総務課       | 国土交通省政策統括官、関東財務局長、理財局次長（理財担当）                                                  |
| 浦上道彦   | 慶應大経済卒 | 理財局国庫課       | 関東信越国税不服審判所長、外務省在ドイツ大使館公使                                                          |
| 梶山直己   | 東大法卒     | 銀行局銀行課       | 立命館大学経済学部教授 中国財務局長、関東信越国税不服審判所長                                               |
| 神原寧     | 東大法卒     | 大臣官房秘書課     | 税務大学校長、金沢国税局長、国税庁長官官房会計課長                                                          |
| 杉本和行   | 東大法卒     | 大臣官房文書課     | 弁護士、公正取引委員会委員長、みずほ総合研究所理事長 財務事務次官、主計局長、大臣官房長、大臣官房総括審議官 |
| 田中正昭   | 一橋大経済卒 | 主計局総務課       | 日本酒類販売会長、同社社長 東京国税局長、独立行政法人都市再生機構理事、総務省大臣官房審議官（地域振興担当） |
| 丹呉泰健   | 東大法卒     | 大臣官房文書課     | JT会長 財務事務次官、主計局長、大臣官房長、理財局長                                                         |
| 富田辰郎   | 東大経済卒   | 大臣官房文書課     | 国税不服審判所次長、神戸税関長、環境庁企画調整局企画調整課長                                                |
| 三國谷勝範 | 東大法卒     | 銀行局特別金融課   | 預金保険機構理事長 金融庁長官、金融庁監督局長、金融庁総務企画局長、金融庁総務企画局総括審議官               |
| 宮澤洋一   | 東大法卒     |                    | 参議院議員、経済産業大臣、衆議院議員、内閣府副大臣（経済財政等）                                            |
| 矢野和之   | 一橋大経済卒 | 証券局証券市場課   | ヴェリタス会長、中国財務局長                                                                                |